# Franz Leopold Neumann
|  | Per a altres significats, vegeu «Franz Neumann». |

Franz Leopold Neumann   (Katowice, 23 de maig de 1900 - Visp, 2 de setembre de 1954) va ser un activista polític, advocat i escriptor alemany, adscrit al corrent de pensament marxista de l'Escola de Frankfurt.
Durant el seu exili, davant l'arribada al poder del Partit Nacional Socialista dels Treballadors Alemanys de Hitler, es va convertir en un teòric polític reconegut per les seves anàlisis teòriques i crítiques sobre el Nazisme en la seva obra de 1942 Behemoth: L'estructura i la pràctica del Nacional Socialisme. Neumann és considerat com un dels fundadors de la ciència política moderna a la República Federal d'Alemanya.
El 1948 Neumann va esdevenir professor de Ciències Polítiques a la Universitat de Colúmbia, i va ajudar a establir la Universitat Lliure de Berlín. Als Estats Units d'Amèrica, Neumann va ser molt apreciat a la Universitat de Colúmbia i va exercir un paper important en els intents de la Fundació Rockefeller per reforçar la teoria política com un component de ciències polítiques en universitats nord-americanes. Ha publicat diversos articles que es deriven dels seus intents de desenvolupar una teoria democràtica moderna d'acord amb els canvis polítics i socials. Si bé aquest projecte segueix sent inconcluyente, va contribuir amb importants estudis sobre els conceptes de la dictadura, el poder i la llibertat.